# Pure Genius
Pure Genius (originalmente titulado Bunker Hill) es una serie de televisión de drama médico creado por Jason Katims, protagonizada por Augustus Prew. La serie fue ordenado en el upfront de 2016 de CBS para transmitirse entre 2016–2017. La serie dio luz verde el 13 de mayo de 2016, y se estrenó el 27 de octubre de 2016.
El 21 de noviembre de 2016, CBS anunció, que no ordenará más episodios solo 13 fueron comisionados. La producción de la primera temporada acabó el 15 de diciembre de 2016.
En Latinoamérica fue estrenada el 14 de noviembre de 2016 en Universal Channel.
El 17 de mayo de 2017, Pure Genius fue cancelada por CBS tras una sola temporada.

## Sinopsis
James Bell un multimillonario de Silicon Valley que sueña con construir un hospital con tecnología de vanguardia para tratar enfermedades raras e incurables. Él se asocia con un cirujano inconformista, el Dr. Walter Wallace, quien lidera el esfuerzo de limpiar la burocracia de la medicina y se centra en el pensamiento avanzado, el avance de la tecnología y el ahorro de vidas, sin costo para el paciente.

## Elenco
- Dermot Mulroney como Dr. Walter Wallace.[6]
- Augustus Prew como James Bell.
- Odette Annable como Dra. Zoe BBrocket[7]
- Reshma Shetty como Dra. Talaikha Channarayapatra[8]
- Aaron Jennings como Dr. Malik Verlaine[9]
- Ward Horton como Dr. Scott Strauss[10]
- Brenda Song como Angie Cheng.[11]

## Episodios
| N.º | Título                                                                                              | Dirigido por       | Escrito por                 | Fecha de emisión original | Código de prod. | Audiencia (millones) |
| --- | --------------------------------------------------------------------------------------------------- | ------------------ | --------------------------- | ------------------------- | --------------- | -------------------- |
| 1   | «Pilot» «Piloto»                                                                                    | David Semel        | Jason Katims y Sarah Watson | 27 de octubre de 2016     | 101             | 6.23                 |
| 2   | «It's Your Friendly Neighborhood Spider Silk Surgery» «Una cirugía con telaraña de tu barrio amigo» | Richard J. Lewis   | Jon Cowan                   | 3 de noviembre de 2016    | 103             | 5.37                 |
| 3   | «You Must Remember This» «Recuerda esto»                                                            | Jessica Yu         | Yahlin Chang                | 10 de noviembre de 2016   | 106             | 5.39                 |
| 4   | «Not Your Grandmother's Robotic Surgery» «No es la cirugía robótica de tu abuela»                   | Mark Piznarski     | Jason Katims                | 17 de noviembre de 2016   | 102             | 5.48                 |
| 5   | «Fire and Ice» «Fuego y hielo»                                                                      | Norberto Barba     | Julia Brownell              | 24 de noviembre de 2016   | 104             | 4.77                 |
| 6   | «Bunker Hill, We Have a Problem» «Bunker Hill, tenemos un problema»                                 | Dylan Massin       | Meredith Averill            | 1 de diciembre de 2016    | 105             | 4.76                 |
| 7   | «A Bunker Hill Christmas» «Navidad en Bunker Hill»                                                  | Michael Engler     | Jason Katims                | 8 de diciembre de 2016    | 107             | 5.62                 |
| 8   | «Around the World in Eight Kidneys» «La vuelta al mundo en 8 riñones»                               | Dylan K. Massin    | Denise Hahn                 | 15 de diciembre de 2016   | 108             | 5.50                 |
| 9   | «Grace»                                                                                             | Rosemary Rodríguez | Andrew Hinderaker           | 1 de enero de 2017        | 109             | 5.46                 |
| 10  | «Hero Worship»                                                                                      | Michael Weaver     | Ted Sullivan                | 5 de enero de 2017        | 110             | 5.24                 |
| 11  | «Touch and Go»                                                                                      | Patrick Norris     | Meredith Averill            | 12 de enero de 2017       | 111             | 5.15                 |
| 12  | «I Got This»                                                                                        | Michael Weaver     | Julia Brownell              | 19 de enero de 2017       | 112             | 5.27                 |
| 13  | «Lift Me Up»                                                                                        | Norberto Barba     | Jon Cowan                   | 26 de enero de 2017       | 113             | 5.20                 |

## Recepción
Pure Genius ha recibido críticas generalmente negativas por parte de los  expertos de la televisión.
Rotten Tomatoes reportó un porcentaje 24% de "podrido" basado en 21 comentarios. El sitio web consensúa que, Pure Genius está lastrada por trampas de drama médico estereotipadas, sofocando sus posibilidades de llevar nada convincente y entretenido para el género." Metacritic reportó un puntaje de 43 sobre 100 basado en 18 comentarios, indicando "comentarios mixtos".